# Bayraktar TB2
Pour les articles homonymes, voir Bayraktar.
Le Bayraktar TB2 est un drone tactique, développé à partir du Bayraktar TB1 par la société turque Baykar. Sa phase de conception débute en 2012 et son premier vol est enregistré en 2014. Selçuk Bayraktar, diplômé du  Massachusetts Institute of Technology et gendre du président Erdoğan, est le pionnier du développement des drones Bayraktar.

## Développement

### Bayraktar TB1 (Bloc A)
En 2007, le sous-secrétariat à l'industrie de la défense lance le programme de développement d'un drone de surveillance (Tactical UAV Development Project) et invite deux sociétés, Vestel et Baykar Defence, à concourir à la réalisation d'un aéronef sans pilote. En 2009 Baykar Defence dévoile le Bayraktar TB1 Bloc A, avec un système d'avionique à double redondance, une capacité de décollage et d'atterrissage entièrement autonome (Autonomous Taxi, Take-Off and Landing), une masse maximale au décollage de 450 kg et une envergure de 9 mètres, il réalise son premier vol le 8 juin 2009. Après plusieurs démonstrations de vol de jour et de nuit à l'aérodrome de Sinop, Baykar Defence est désignée lauréate du programme par le comité exécutif de l'industrie de la défense,.

### Bayraktar TB2 (Bloc B)
La seconde phase du programme débute en janvier 2012 avec la signature d'un contrat qui couvre le développement et la production en série entre Baykar Defence et le Sous-Secrétariat à l'industrie de la défense. Le Bayraktar TB2 Bloc B, équipé d'un système d'avionique à triple redondance, effectue son premier vol inaugural à l'aérodrome militaire de Keşan, en Turquie, le 29 avril 2014. Pendant les vols d'essai de juin et août 2014, le Bayraktar TB2 atteignit une altitude de 27 030 pieds (8 238 m), et parvint à rester en vol durant 24 heures et 34 minutes, établissant un record national d'altitude.
Le 17 décembre 2015, le système de missiles développé pour le Bayraktar TB2 est testé avec 100 % de précision et d'exactitude sur une cible de 2 × 2 mètres à une distance de 8 km et une altitude de 16 000 pieds (environ 5 000 m), par deux missiles antichars à longue portée air-sol UMTAS, développés par Roketsan.
Le Bayraktar TB2 est équipé du système électro-optique canadien L3Harris WESCAM MX-15D. Le 5 octobre 2020, le Canada décide de suspendre l'exportation de ce système à la Turquie après son implication dans la seconde guerre du Haut-Karabagh. La Turquie prévoit de remplacer ce système par une alternative locale, l'Aselsan CATS. Le 6 novembre 2020, l'Aselsan CATS est utilisé avec succès sur un TB2 lors d'un tir de test avec une munition MAM-L.

## Projets

### Bayraktar TB2S
En novembre 2020, une version du Bayraktar TB2 appelée TB2S, munie d'un « nez » relevé abritant une antenne de communication par satellite (SATCOM), est présentée. Cette technologie permet à l'opérateur de diriger le drone de n'importe où via une communication satellite sécurisée sans être contraint de piloter le drone dans la limite du rayon de l'antenne radio située au sol. Par ailleurs, la communication satellite est moins vulnérable au brouillage que la communication radio. Le SATCOM utilisé sera probablement un terminal SATCOM On The Move (SOTM) de la société turque CTech. Le 4 décembre 2020, Baykar publie une vidéo montrant le TB2S en vol.
Parallèlement, Selçuk Bayraktar évoque aussi le développement du Bayraktar TB3. Ses caractéristiques ne sont pas connues, mais le drone devrait utiliser un moteur fabriqué par la société turque TEI, ce qui réduirait une dépendance vis-à-vis de l'étranger et notamment de l'embargo canadien.

### Bayraktar TB3
En février 2021, le président de la présidence des industries de défense (SSB), Ismail Demir, rend public un nouveau type de drone développé par Baykar qui devrait être stationné sur le premier navire d'assaut amphibie de la Turquie, le TCG Anadolu. Le nouvel aéronef en cours de développement est une version navale du Bayraktar TB2 équipée d'un moteur local développé par TEI. Selon les plans initiaux, le navire devait être équipé d'avions de combat F-35B, mais après l’exclusion de la Turquie du programme d'approvisionnement, le navire a entamé un processus de modification pour pouvoir accueillir des drones. Ismail Demir déclare qu'entre 30 et 50 drones Bayraktar TB3 à ailes repliables pourront atterrir et décoller en utilisant le pont de l’Anadolu. Le premier vol du Bayraktar TB3 a lieu le 27 octobre 2023, à l'occasion de la fête de la République se tenant 2 jours après,,,,,.

## Caractéristiques

### Conception

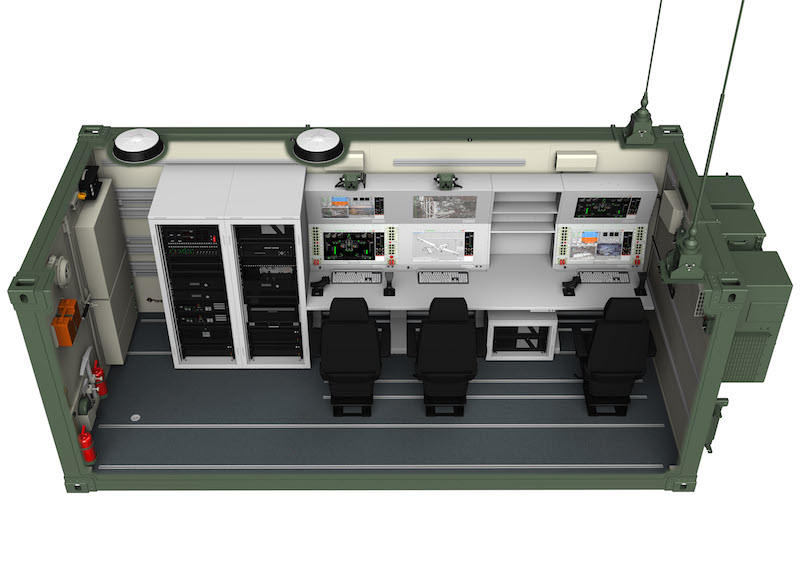
Bayraktar TB2 - Station de contrôle au sol (GCS).

Le Bayraktar TB2 a un fuselage intégré comprenant une configuration d'aile à empennage en V inversé. Le fuselage aplati améliore la portance. La poussée est générée par le moteur placé à l'arrière entre les poutres. La structure monocoque assure légèreté et rigidité, les pièces principales étant détachables, telles que l'aile, les poutres, et l'empennage. Les éléments du fuselage sont principalement constitués de pièces composites en fibre de carbone, tandis que les pièces en aluminium sont usinées avec précision par machine-outil à commande numérique. Le carburant est stocké dans des réservoirs à vessie et sa consommation est automatiquement équilibrée par des électrovannes. L'hélice propulsive bipale à pas variable permet une efficacité de vol à moyenne altitude.
Le moteur du drone Bayraktar TB2 était initialement le Rotax 912, un moteur à piston fabriqué par l’entreprise autrichienne BRP-Rotax. Ce moteur est réputé pour sa fiabilité et est utilisé dans divers drones et aéronefs légers. Toutefois, en raison des restrictions sur l’exportation de composants pour des usages militaires, la Turquie a travaillé sur le développement d’un moteur local pour le TB2, appelé TEI PD170, produit par Tusas Engine Industries (TEI).
La station de contrôle au sol (Ground Control Station, GCS) est fixée sur l'abri transportable NATO/ACE III. La GCS peut accueillir trois personnes : le pilote, l'opérateur de la charge utile et le commandant de la mission. Chaque opérateur dispose de deux écrans ainsi que du logiciel d'interface opérateur utilisé pour le commandement, le contrôle et la surveillance en temps réel du drone. Tout le matériel à l'intérieur de la station est placé dans des armoires à rack pour faciliter la maintenance. La station dispose également d'un système de conditionnement de l'air et d'un système de protection NRBC.

### Configuration

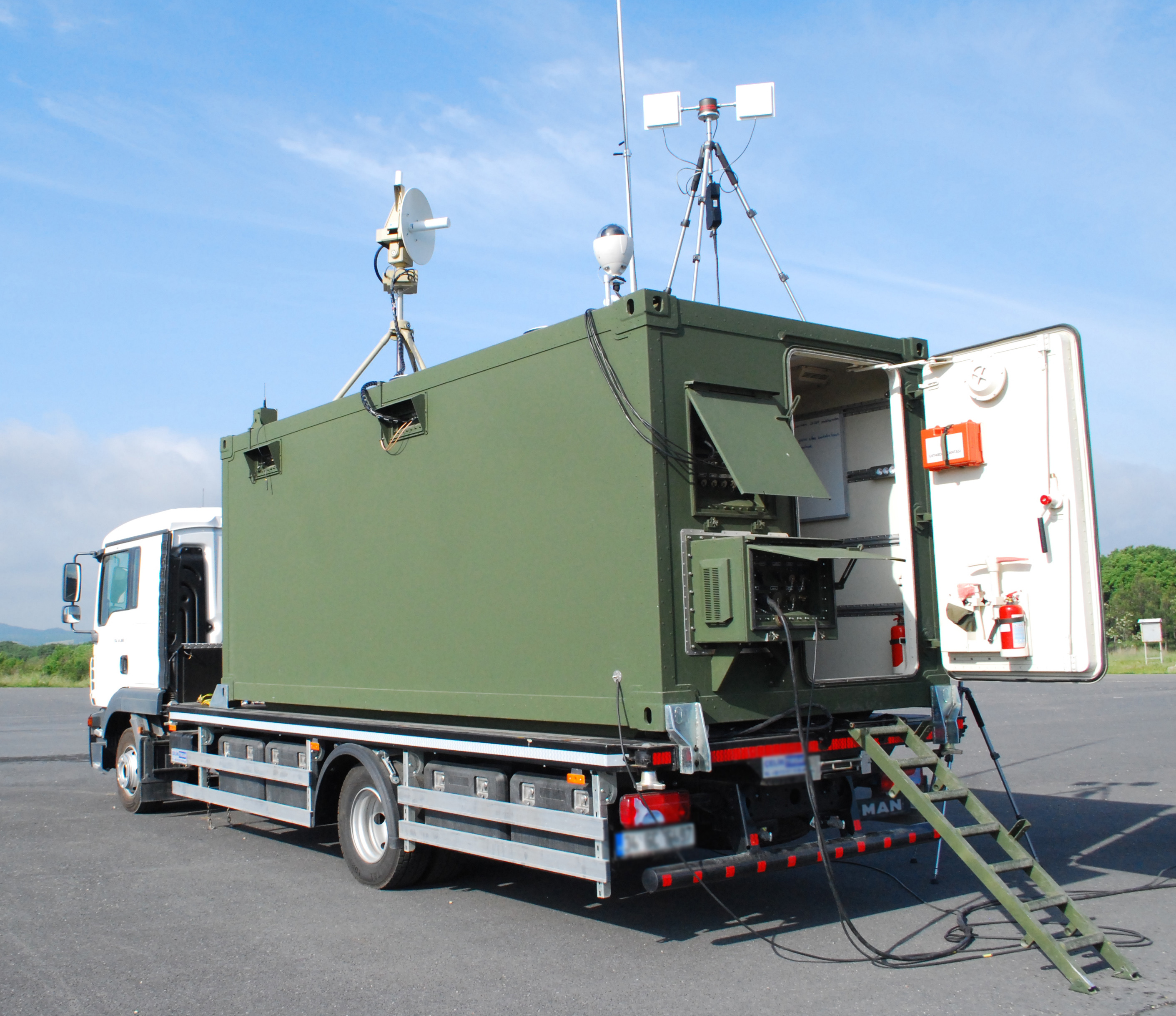
Bayraktar TB2 - Extérieur d'une station de contrôle au sol (GCS).

Chaque système (Unmanned Air System, UAS) comprend six Bayraktar TB2, deux stations de contrôle au sol (GCS), trois terminaux de liaison de données au sol (GDT), deux terminaux vidéo à distance (RVT) et une unité de soutien logistique (GSU) qui permet de recharger les batteries lithium-ion et assurer la maintenance du drone via une interface logicielle. L'architecture à redondance croisée du système de contrôle au sol permet au pilote, à l'opérateur de la charge utile et au commandant de mission de commander, contrôler et surveiller l'appareil.

### Système de contrôle de vol numérique (Digital Flight Control System)

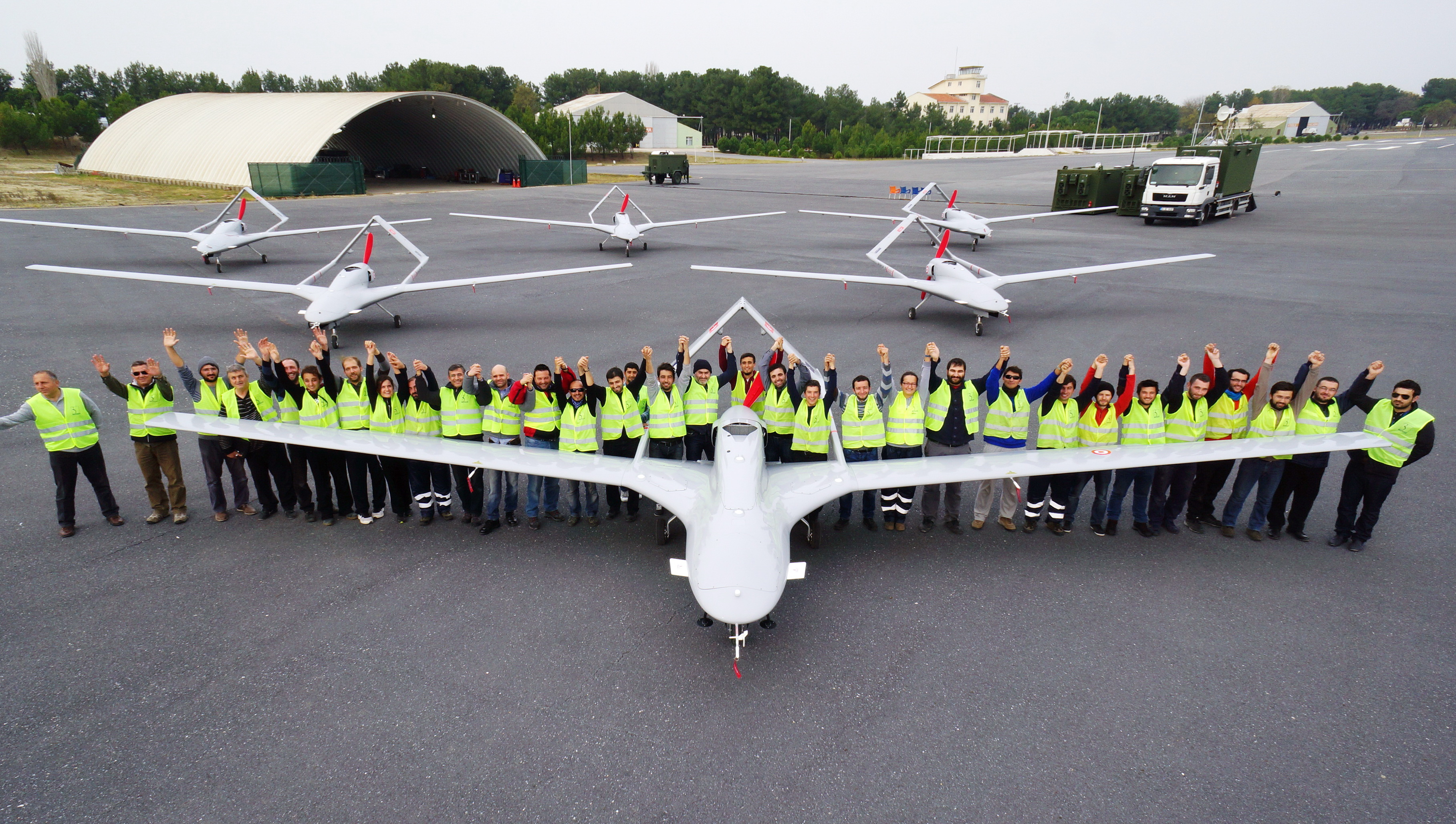
Bayraktar TB2 avec l’équipe Baykar.

Le Bayraktar TB2 est doté d'un système de contrôle numérique des vols à triple redondance. Le système avionique comporte des modules assurant une autonomie totale au niveau du roulage (taxi), du décollage (take-off), de l'atterrissage (landing) et de la navigation (cruise), sans aucune aide de capteurs externes. Le système de contrôle de vol est le principal composant central, qui gère les algorithmes de fusion de capteurs qui permettent au TB2 de comprendre précisément l'environnement dans lequel il est. Les contrôles spécifiques à la mission sont gérés par le système informatique de contrôle de la mission. Le drone est guidé par divers servomoteurs de types rotatif et linéaire redondants. Les principaux logiciels et matériels de l'équipement avionique de bord sont développés et perfectionnés dans le cadre du programme en cours afin d'obtenir les meilleures performances. Le bloc d'alimentation électronique alimente les systèmes embarqués soutenus par des alternateurs triples et des batteries lithium-ion équilibrées automatiquement. Une tourelle sphérique, installée sous le fuselage, permet de placer une caméra TV et infrarouge et potentiellement un désignateur laser ainsi qu'un télémètre.

### Coût
Le Bayraktar TB2 se vend à environ 5 millions de dollars en 2022 (4,6 millions d’euros) (contre 20 millions de dollars (18,3 millions d’euros) pour un drone équivalent américain).

## Engagements

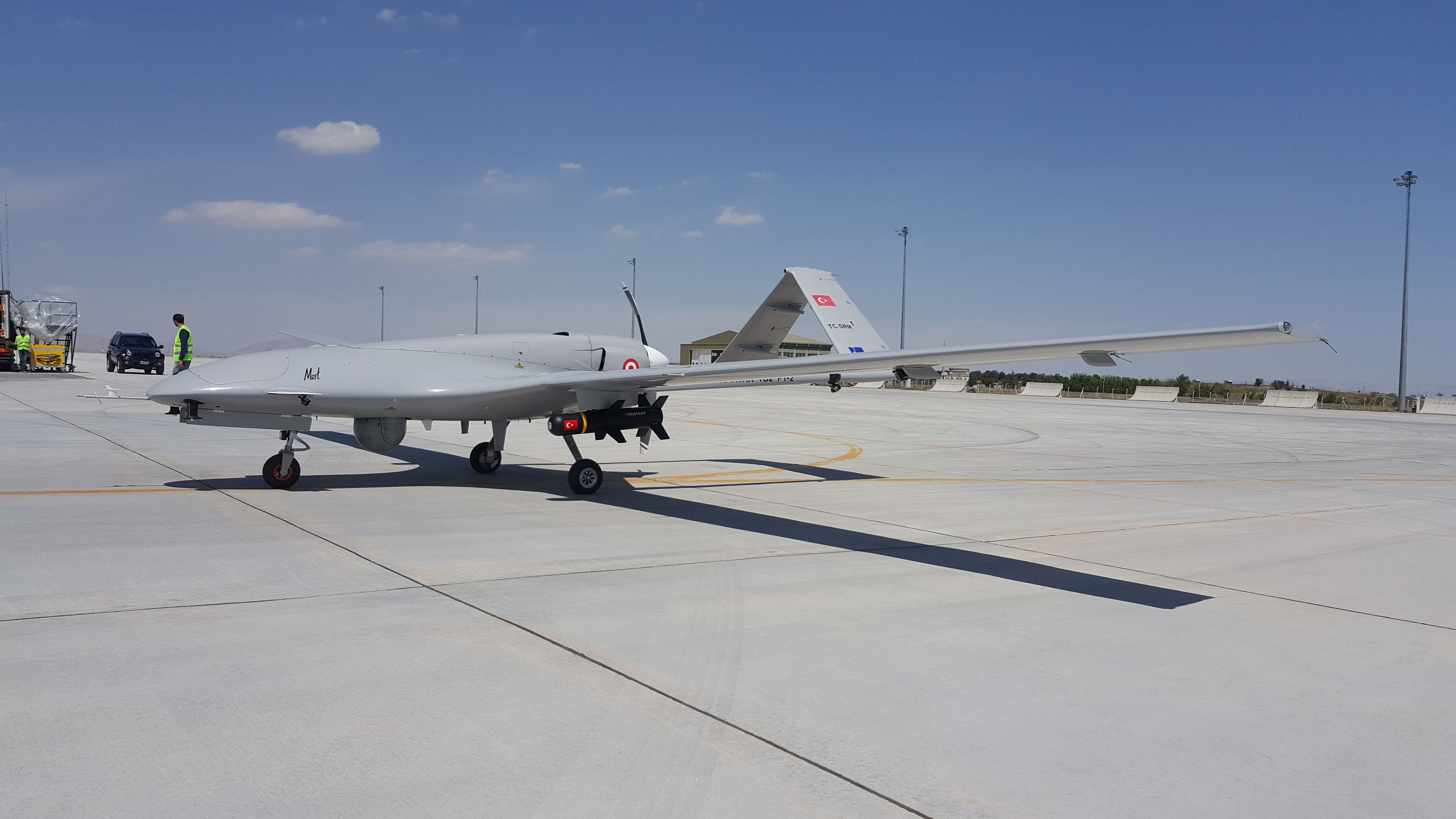
Bayraktar TB2 chargé avec un missile MAM-L.

### Irak
Le 15 août 2018, l'armée de terre turque utilise le Bayraktar TB2 dans une opération transfrontalière conjointe avec les forces armées turques et l'organisation nationale du renseignement de Turquie (MIT) pour tuer le haut dirigeant du Parti des travailleurs du Kurdistan (PKK) et membre de l'Union des communautés du Kurdistan (KCK), İsmail Özden, dans le district de Sinjar, au nord-ouest de l'Irak.

### Libye
Le Bayraktar TB2 est largement utilisé en Libye par le Gouvernement d'union nationale (GNA). Le TB2 est crédité des récents revers qu'il a infligés à l'Armée nationale libyenne (ANL), dirigée par le maréchal Khalifa Haftar.
Le 5 avril 2020, un Antonov An-26 aurait été détruit par un Bayraktar TB2 sur une piste d'atterrissage près de Tarhounah.
Le 20 mai 2020, Mohammed Gununu, un porte-parole du GNA, affirme que les forces du GNA ont détruit sept systèmes antiaériens Pantsir S-1 sur la base aérienne d'Al Watiya, à Tarhounah et à Al-Wishka,.

### Syrie
Les Bayraktar TB2 ainsi que les drones Anka-S et le système KORAL sont largement utilisés dans le cadre des opérations menées par l'armée turque en Syrie pour frapper des cibles au sol, notamment pendant l'opération Bouclier de l'Euphrate ou plus récemment l'Opération Spring Shield (en) lancée par la Turquie à la suite des pertes subies par les forces turques dans le nord-ouest de la Syrie à la fin du mois de février 2020. Les drones auraient fait usage de « micromunitions » MAM-C et MAM-L avec des portées allant jusqu'à 8 km,.
En décembre 2024, deux journalistes kurdes, Cihan Bilgin et Nazim Dastan, ont été tués dans une des frappes. Ils revenaient d’un reportage sur les front du barrage de Tishrîn lorsque leur véhicule a été pris pour cible par un drone TB2 sur la route en direction de Kobanê. Le 1 janvier 2025 également, un drone Bayraktar TB2 a été abattu par les combattants du FDS dans le nord du pays.

### Azerbaïdjan

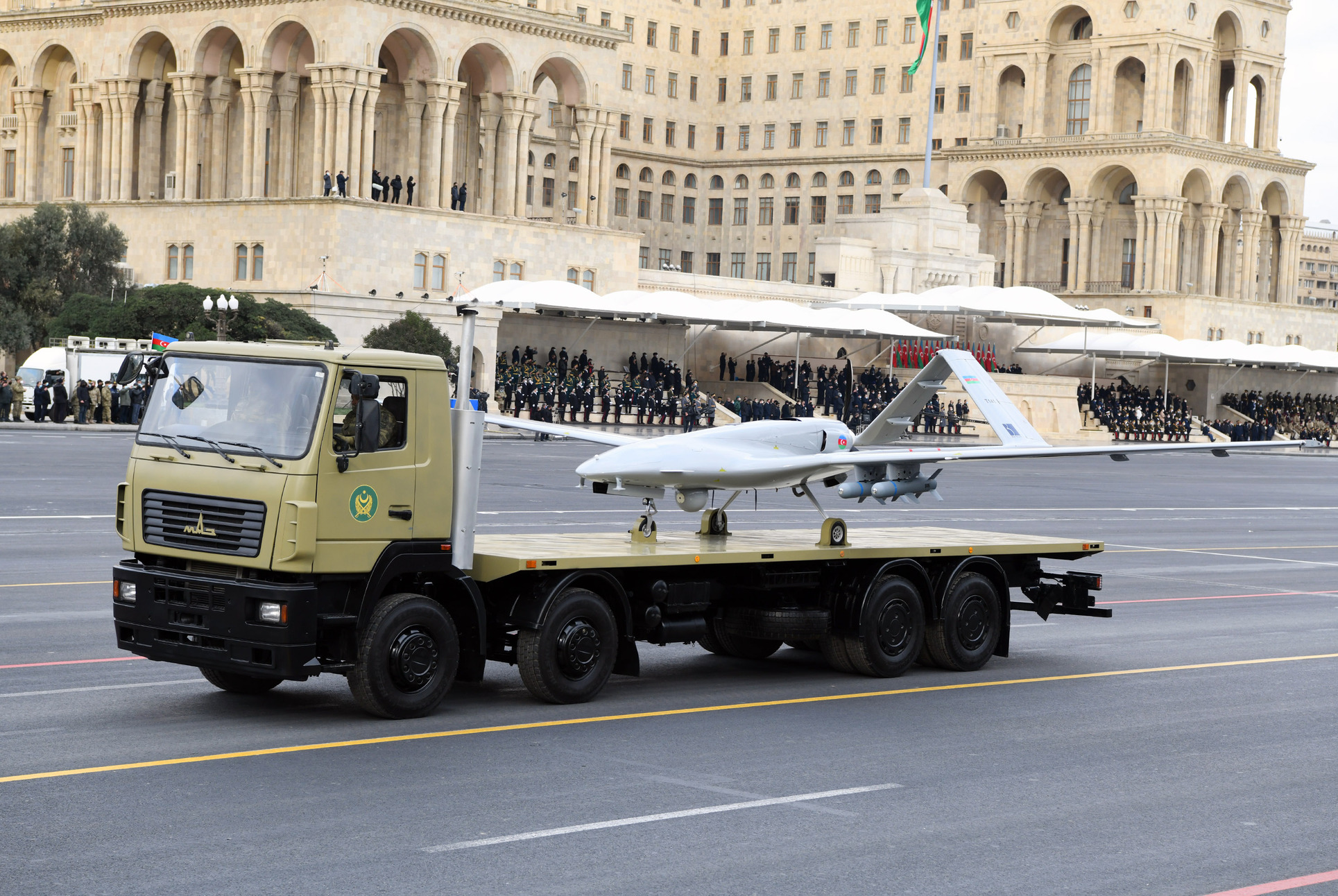
Bayraktar TB2 au défilé de la victoire de Bakou de 2020.

Depuis le 27 septembre 2020 et le déclenchement de la guerre de 2020 au Haut-Karabagh, les drones Bayraktar TB2 sont utilisés par les forces armées azerbaïdjanaises pour suivre et frapper les forces karabaghtsies et arméniennes défendant le Haut-Karabagh,.
Le 19 octobre 2020, un TB2 de l'armée azerbaïdjanaise aurait été abattu pour la première fois par les forces arméniennes. Le 8 novembre 2020, la porte-parole du ministère de la Défense arménien, Shushan Stepanyan, déclare qu'un drone TB2 a été abattu par leur système de défense aérienne dans le sud-est du Haut-Karabagh.

### Burkina Faso et Mali
Le 22 décembre 2022, les forces armées du Mali (Fama) et du Burkina Faso utilisent le Bayraktar TB2 pour la première fois sur les théâtres d’opérations, dans le cadre de la lutte contre le terrorisme au Sahel.
Longtemps endeuillées par les groupes armés qui sévissent dans cette région du sahel, ces drones se sont révélés très efficaces pour les forces armées nationales de ces 2 pays ; aussi bien dans la traque des bandits armés qui terrorisent les populations rurales mais aussi dans le renseignement pour anticiper les attaques sur les détachements militaires dans ces campagnes.
Le 27 août 2024, selon le quotidien l'Opinion, un chasseur Su-30 de l’armée de l’air algérienne décolle « de la base de Tamanrasset après avoir détecté une menace à la frontière du Mali ». L’appareil aurait alors « lancé des signaux d’avertissement à l’attention d’un drone TB2 qui survolait la zone, l’incitant à battre en retraite ». L'événement est qualifié de « dissuasion opérationnelle à l'égard des autorités maliennes » par le journal´.

### Maroc (Sahara occidental)
Le 18 janvier 2025, le commandant du polisario Salamou Mohammed Fadel El Boubari a été éliminé, ainsi que plusieurs autres miliciens, à Al Haouza, située dans la zone tampon. Le chef des unités de terrain de la milice séparatiste a été neutralisé lors d’un bombardement effectué par des drones marocains TB2 après avoir tenté de pénétrer dans la zone tampon avec un groupe de combattants près d’Al Haouza, à environ 200 km à l’est de Laâyoune, indique l’Observatoire Atlas de la défense et de l’armement,,,.

### Ukraine
À la suite d'un renforcement militaire russe en Crimée et près des frontières de l'Ukraine, un Bayraktar TB2 effectue un vol de reconnaissance au-dessus de la région du Donbass le 9 avril 2021. Il s'agit de la première utilisation de l'appareil par les forces ukrainiennes dans une zone de conflit.
En octobre 2021, un drone Bayraktar TB2 est utilisé pour la première fois au combat, ciblant une position d'artillerie séparatiste russe, détruisant un obusier D-30 et interrompant le bombardement des troupes ukrainiennes près de Hranitne.
En 2022, les drones sont utilisés contre les forces russes qui envahissent l'Ukraine,. Une vingtaine de TB2 seraient en activité dans cette nouvelle guerre,. Avant l'invasion russe, l'Ukraine avait reçu six drones TB2. Le 2 mars, après des rumeurs de livraison de drones par la Turquie à travers la Pologne, le ministre de la Défense ukrainien Oleksiy Reznikov a annoncé que l'Ukraine avait reçu de nouveaux drones TB2 sans en préciser le nombre. Durant le conflit, les TB2 ukrainiens ont détruit plusieurs véhicules terrestres russes, notamment des systèmes de missiles sol-air 9K37 Bouk. D'après des analystes militaires occidentaux, ces drones contribuent au ralentissement de l'avancée russe, et révèlent des faiblesses inattendues de l'armée russe, notamment des problèmes de logistique et de contrôle de l'espace aérien, même s'il est peu probable qu'ils changent le cours de cette guerre. Par ailleurs, selon les mêmes analystes, dans le cadre d'une guerre d'information entre les deux pays, les vidéos largement diffusées sur les réseaux sociaux des frappes du TB2 les font craindre par les soldats russes et sont bénéfiques au moral des Ukrainiens. Une chanson patriotique est composée pour vanter les frappes.
Avec l'utilisation de ces drones dans le cadre de la guerre russo-ukrainienne, de nombreux pays s'intéressent au Bayraktar TB2. Ainsi, le directeur général du fabricant de ce drone indique à la fondation ukrainienne Come Back Alive que l'entreprise a reçu des contrats « pour 22 pays différents ». Le rythme de production est aussi revu à la hausse, avec 20 unités montées par mois. Le Bayraktar TB2 devrait par ailleurs être assemblé en Ukraine dès la fin de l'année 2023.
Le 27 février, des drones ukrainiens Bayraktar TB2 attaquent avec succès des convois russes au nord de Kyïv en Ukraine, en détruisant avec succès 2 systèmes de défense aérienne 9K37 Bouk-M1-2, un système de défense aérienne 9K330 Tor-M1, 4 obusiers remorqués 2A65 "Msta-B" de calibre 152,4 mm et environ 14 véhicules militaires.
Le 12 avril 2022, un Bayraktar TB2 aurait été abattu par la frégate russe Amiral Essen au large de la Crimée,.
Le 13 avril 2022, des sources ukrainiennes ont affirmé qu'au moins deux missiles R-360 Neptune étaient responsables du naufrage du croiseur russe Moskva - provoquant une explosion sur l'un des tubes de missiles exposés sur le pont du navire. Des drones, probablement des TB2, auraient aidé à leurrer les défenses du croiseur,.
Les 26 et 27 avril, deux drones TB2 supplémentaires ont été détruits, dont deux dans l'oblast de Koursk. Le Bayraktar abattu avec le système de contrôle survivant a été retrouvé dans la région de Koursk,.
Le 30 avril, un drone TB2 détruit deux systèmes antiaériens mobiles courte portée 9K35 Strela-10 et un canon bitube ZU-23-2 sur l'île des Serpents.
Le 1er mai, un drone TB2 immatriculé S51T a été abattu dans la région de Koursk, en Russie. Les pertes de TB2 — confirmées visuellement — se sont élevées à six unités.
Le 2 mai, des drones TB2 exploités par l'Ukraine ont attaqué et détruit deux patrouilleurs de classe Raptor russes près de l'ile des Serpents.
Le 6 mai, un missile sol-air russe 9K330 Tor-M1 a été détruit par un drone ukrainien Bayraktar TB2.
Le 7 mai, une frappe de drone ukrainien Bayraktar TB-2 a frappé et détruit une péniche de débarquement de classe Serna du projet 11770 et un missile sol-air russe 9K330 Tor-M1 sur l'île des Serpents.
Le 8 mai, un hélicoptère de transport Mi-8 russe a été détruit par un drone ukrainien Bayraktar TB2 sur l'île des Serpents.

### Éthiopie
Les drones Bayraktar TB2 sont utilisés par les forces de défense nationale éthiopiennes pour suivre et frapper les forces du front de libération du peuple du Tigré lors de la guerre du Tigré,,,,,.

### Somalie
Les drones Bayraktar TB2 sont utilisés par les forces armées somaliennes pour suivre et frapper les forces du harakat al-Chabab al-Moudjahidin lors de la guerre civile somalienne,,.
Soudan
Au cours des derniers mois de la guerre civile soudanaise, les Forces armées soudanaises (FAS) opérant des drones TB2, ont pu reconquérir des territoires cruciaux qui avaient été saisis par les Forces de soutien rapide (FSR) mais au prix de plusieurs morts civiles selon Africa Defense Forum.

## Utilisateurs
- Albanie

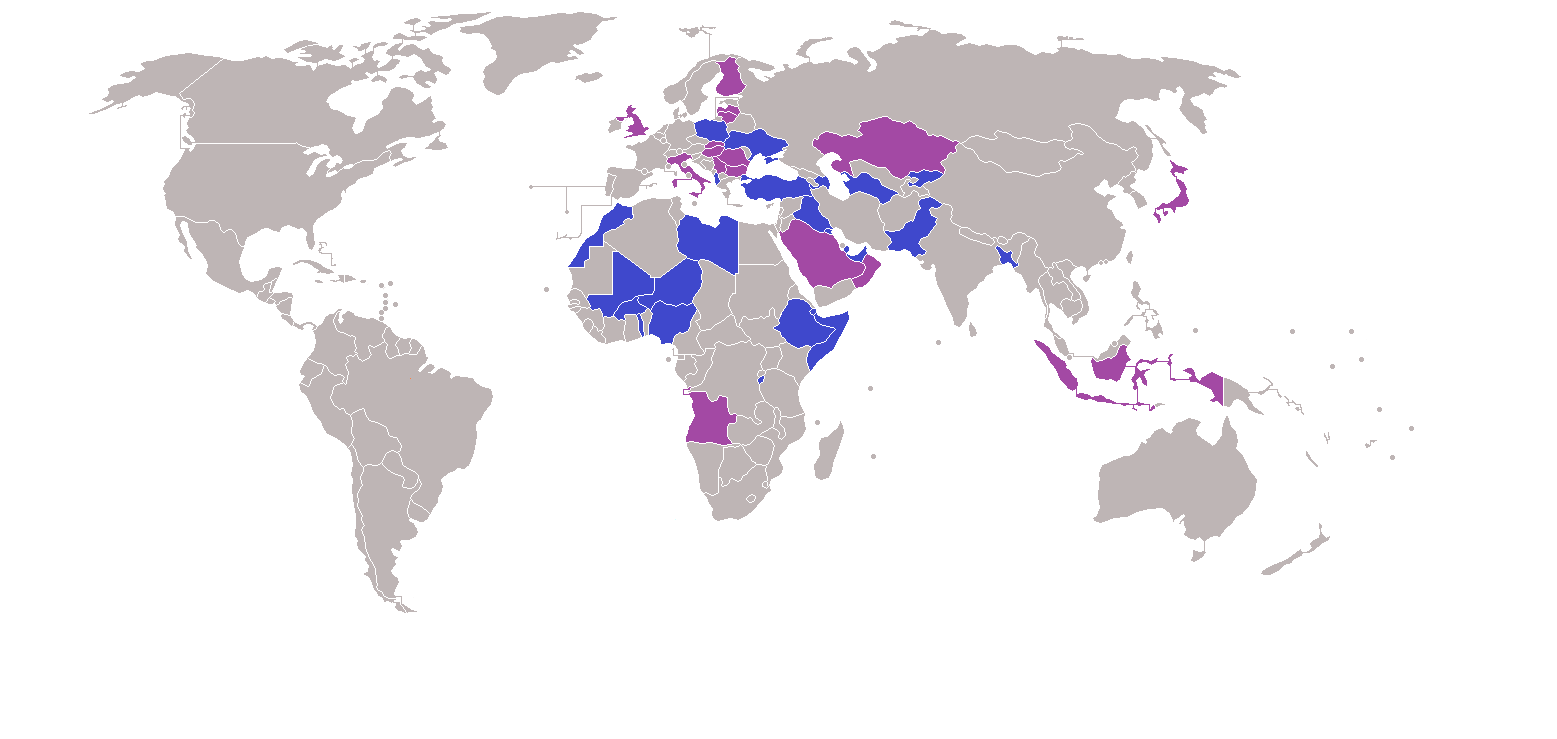
En bleu, utilisateurs potentiels en violet.

  - L'Albanie a fait l'acquisition de 3 drones Bayraktar TB2[82],[83].

- Azerbaïdjan
  - Plusieurs TB2 commandés en 2020 et +10 livrés la même année. Le gouvernement azéri annonce en juillet 2020 avoir l'intention d'acquérir un nombre indéterminé de drones TB2[84]. Le président Aliyev a déclaré lors d'une interview début octobre 2020, en pleine guerre au Haut-Karabagh, « Grâce aux drones turcs avancés appartenant à l'armée azerbaïdjanaise, nos pertes sur le front ont diminué[85]. » Le 10 décembre 2020, durant une parade militaire à laquelle Aliyev et le président turc Recep Tayyip Erdoğan prennent part afin de célébrer leur victoire sur les forces arméniennes, des drones TB2 appartenant à l'armée azérie sont exhibés[86],[87].

- Bangladesh
  - Le Bangladesh a fait l'acquisition de drones Bayraktar TB2[88],[89].
- Bosnie-Herzégovine
  - 6 commandés et livrés à partir de janvier 2025[90].

- Burkina Faso
  - 5 commandés et livrés à partir d'août 2022[91],[92].

- Chypre du Nord
  - En réponse à l'acquisition de drones israéliens IAI Heron par Chypre (Sud), des Bayraktar TB2 ont été déployés à la base aérienne de Geçitkale.

- Djibouti
  - Le TB2 a été présenté pour la première fois le 6 juin 2022 lors d'un défilé militaire marquant le 45e anniversaire de l'indépendance du pays[93],[94].

- Émirats arabes unis
  - La société de défense turque Baykar a livré 20 drones armés aux Émirats arabes unis en septembre 2022[95]. Les Émirats arabes unis sont en pourparlers pour acheter 120 TB2[96].

- Éthiopie
  - 4 commandés en août 2021, livrés en novembre 2021[87],[97],[73],[74],[98],[75],[77]

- Irak
  - 8 commandés (plus 4 en option) en novembre 2021, livraisons en attente pour 2022[87],[99],[100].

- Kirghizistan
  - 3 commandés en octobre 2021, livraisons en attente pour 2022. Le 21 octobre 2021 le président du Comité d'État pour la sécurité nationale a annoncé que le Kirghizistan prendra bientôt livraison des drones armés turcs, 3 TB2[101],[102],[103],[104],[87].

- Kosovo
  - Le Kosovo a fait l'acquisition de 5 drones Bayraktar TB2[105].

- Koweït
  - 18 commandés en janvier 2023 pour un montant de 370 million $[106],[107],[108].

- Libye
  - 36 commandés et livrés à partir de novembre 2017. Le gouvernement d'union nationale utilise des TB2[109],[87].

- Mali
  - Le Mali a fait l'acquisition de 20[110] drones Bayraktar TB2[111]. Ils sont présentés pour la première fois en décembre 2022[112].

- Maroc

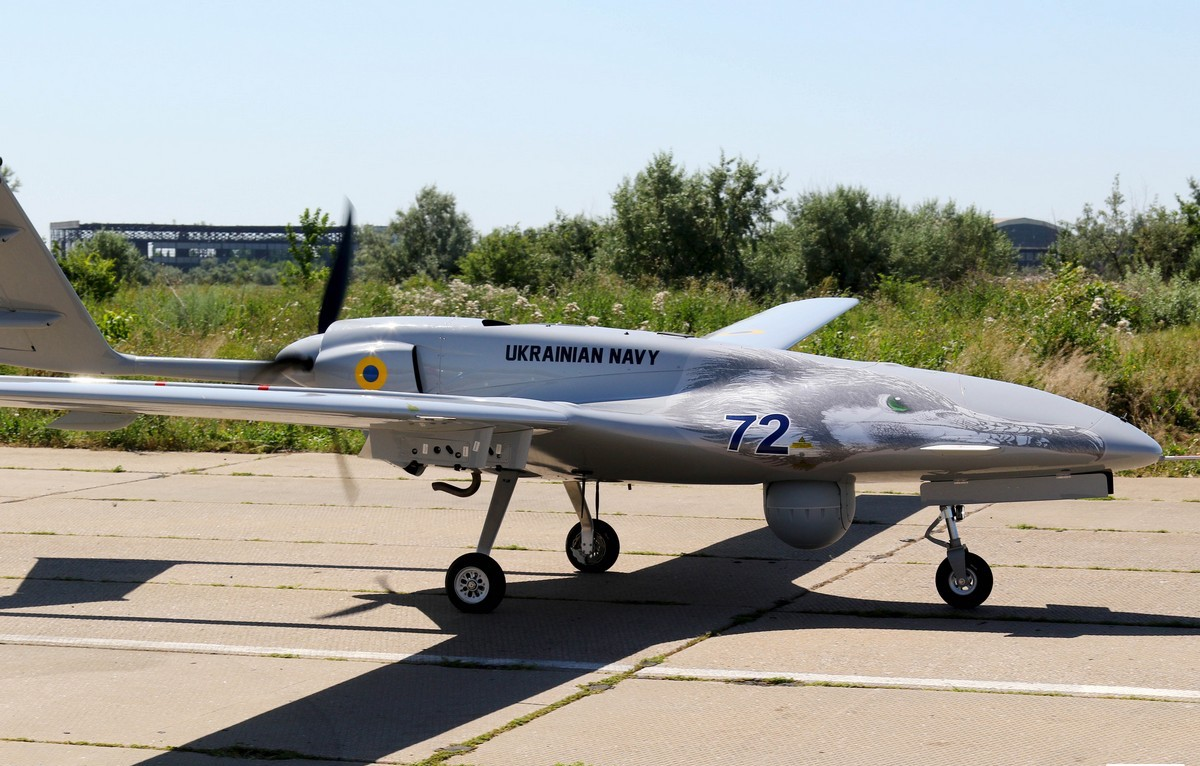
Bayraktar TB2 - Aviation navale ukrainienne.

  - Le 16 avril 2021, 13 drones Bayraktar TB2 sont commandés par les Forces royales air[113],[114].
  - En décembre 2021, commande supplémentaire de 6 drones Bayraktar TB2 par les Forces royales air[115],[116].

- Niger
  - 6 commandés en novembre 2021. Le 20 novembre 2021, l'acquisition de drones TB2 et d'autres matériels militaires par le Niger auprès de la Turquie est annoncée[117],[87]. La Turquie a livré six drones Bayraktar TB2 au Niger le 22 mai 2022[118].

- Nigeria
  - Le Nigéria a fait l'acquisition de 6 drones Bayraktar TB2[119].

- Pakistan
  - Achat par l'armée de l'air pakistanaise d'un nombre indéterminé de drones TB2[120].

- Pologne
  - Le 22 mai 2021, le ministre de la Défense nationale polonais Mariusz Błaszczak annonce que son pays va commander 24 drones Bayraktar TB2 qui seront armés de projectiles antichars. Les premières livraisons auront lieu en 2022. La Pologne devient ainsi le premier pays de l'OTAN à acheter des drones turcs[121].

- Qatar
  - 6 commandés en mars 2018, livrés[122] en 2019. Un contrat a été signé entre Baykar Defence et les forces armées du qatariennes pour la vente de 6 plates-formes comprenant 6 Bayraktar TB2, 3 stations de contrôle au sol et un simulateur d'entraînement, le contrat comprend la formation de 55 opérateurs qataris durant 4 mois à l'utilisation de la plate-forme[123],[124],[87].

- Roumanie
  - En avril 2023, le ministère de la Défense roumain a commandé 18 drones TB2 pour un montant de 290 M€[125],[126].

- Rwanda
  - Le Rwanda a acheté au moins 12 drones d'attaque Bayraktar TB2[127],[111],[128].

- Somalie
  - La Somalie a fait l'acquisition d'un nombre indeterminé de drones Bayraktar TB2[78],[79],[80].

- Turquie
  - Forces armées turques : 300 Bayraktar TB2, +300 au total prévus[129],[130].
  - Gendarmerie turque : 40 Bayraktar TB2[131],[87].
  - Direction Générale de la Sûreté (Police) : 16 Bayraktar TB2[132].

- Togo
  - Le Togo a fait l'acquisition de drones Bayraktar TB2 fabriqués par la Turquie, nombre indéterminé[133].

- Turkménistan
  - 6 commandés et livrés en 2021. Le 27 septembre 2021, des TB2 produits par Baykar ont été exposés pour la première fois lors d'un défilé militaire organisé à l'occasion du 30e anniversaire de l'indépendance du Turkménistan. Nombre inconnu[134],[135],[87]

- Ukraine
  - Forces armées de l'Ukraine : 13 commandés à partir de janvier 2019, livrés en 2020, 3 stations de contrôle au sol : Baykar Defence a signé un contrat avec Ukrspetsproject pour l'achat de 12 Bayraktar TB2 turcs et de 3 stations de contrôle au sol d'une valeur de 69 millions de dollars US, pour l'armée ukrainienne. Baykar est également chargé de la formation des opérateurs[136],[137],[138]. En 2021, le pays compte acheter 5 drones supplémentaires « avec des caractéristiques tactiques et techniques quelque peu différentes, y compris (leur) altitude et leur portée effective »[139]. L'Ukraine prévoit à terme d'acquérir jusqu'à 48 drones TB2 ; une production locale est envisagée[140]. À l'avenir, l'Ukraine pourrait exporter les TB2 qu'elle produira elle-même avec des caractéristiques légèrement différentes, sauf dans les pays où la Turquie est déjà implantée[141],[87]. De nouveaux drones sont livrés durant l'invasion russe d'Ukraine en 2022[54].
  - Marine ukrainienne 4

### Utilisateurs potentiels
- Arabie saoudite
  - L'Arabie saoudite s'intéresse au TB2[142]. L'Arabie saoudite négocie l'achat des TB2[95].

- Bulgarie
  - La Bulgarie s'intéresse au TB2[143].

- Hongrie
  - La Hongrie s'intéresse au TB2[144],[145].

- Italie
  - L’Italie s’intéresse au TB2[146].
- Japon
  - Le Japon s'intéresse au TB2[147].

- Kazakhstan
  - Le 27 novembre 2020, l'agence de presse russe RIA Novosti affirme que le Kazakhstan serait intéressé par l'achat de drones TB2 au détriment des drones chinois après avoir constaté leur utilisation réussie durant la seconde guerre du Haut-Karabagh[148].

- Lettonie
  - La Lettonie s'intéresse au TB2[149].

- Serbie
  - En octobre 2020, le président serbe Aleksandar Vučić a identifié les drones comme des «investissements coûteux mais intelligents» et a déclaré son intérêt pour l'acquisition de drones armés Bayraktar TB2 de fabrication turque[150].

- Tchéquie
  - La Tchéquie s'intéresse au TB2[144].